# Santiuste de San Juan Bautista
Santiuste de San Juan Bautista é um município da Espanha na província de Segóvia, comunidade autónoma de Castela e Leão, de área 45,57 km² com população de 704 habitantes (2006) e densidade populacional de 16,19 hab/km².

## Demografia
| Variação demográfica do município entre 1991 e 2004 | Variação demográfica do município entre 1991 e 2004 | Variação demográfica do município entre 1991 e 2004 | Variação demográfica do município entre 1991 e 2004 |
| --------------------------------------------------- | --------------------------------------------------- | --------------------------------------------------- | --------------------------------------------------- |
| 1991                                                | 1996                                                | 2001                                                | 2004                                                |
| 877                                                 | 786                                                 | 766                                                 | 742                                                 |